# Phạm Lê Xuất
Phạm Lê Xuất là một tướng lĩnh Công an nhân dân Việt Nam, hàm Thiếu tướng và là Tiến sĩ người Việt Nam. Ông nguyên là Phó Chánh Thanh tra Bộ Công an (Việt Nam).

## Thân thế và sự nghiệp
Phạm Lê Xuất quê quán tại Hà Châu, Hà Trung, Thanh Hóa.
Từ năm 2013, ông là Đại tá, Phó Chánh Thanh tra Bộ Công an.

## Lịch sử thụ phong quân hàm
| Năm thụ phong | –      | 2014        |
| ------------- | ------ | ----------- |
| Quân hàm      |        |             |
| Cấp bậc       | Đại tá | Thiếu tướng |

## Khen thưởng
- Huân chương Bảo vệ Tổ quốc hạng Ba (trao ngày 8 tháng 1 năm 2020)[5]